# Лиски (село, Воронежская область)
Лиски — село в Лискинском районе Воронежской области России. Входит в состав Залуженского сельского поселения.

## География
Расположено на правом берегу реки Дон, напротив райцентра Лиски. Рядом протекает речка Лыска, которая впадает в Дон. Высота центра селения над уровнем моря 116 м.
Рядом располагается остановочный пункт 673 км (Меловое) железнодорожной дороги Лиски — Чертково.

## История
Основано в 1697 году. В 1717 году строится Петропавловская церковь. В 1817 году была построена каменная Троицкая церковь на месте старой церкви. Село входило
в состав Острогожского уезда.
Название Лиски (Лыски), обычны для географических объектов, не имеющих растительности. Лысыми называют меловые горы, расположенные по правому берегу Дона.

### Уличная сеть
На 2022 год в селе 10 улиц и 1 переулок:
| - ул. 1 Мая - ул. Зелёная - ул. Комсомольская - ул. Красных Зорь - ул. Ленина - ул. Мира - ул. Нагорная - ул. Октябрьская - ул. Пролетарская - ул. Советская | - пер. Советский 2-й |

## Население
| 1859 | 1897  | 2010  |
| ---- | ----- | ----- |
| 2760 | ↗3108 | ↘2490 |

## Инфраструктура
В селе действуют средняя общеобразовательная школа, сельский клуб.

## Транспорт
Доступен автомобильным и железнодорожным транспортом.

## Уроженцы
В селе родились Виктор Кириченко, Александр Неумывакин, Геннадий Петренко, Владимир Руденко, Иван Руденко.